# 共和政ローマ

共和政ローマ
Res Publica Romana

国の標語: Senatus Populusque Romanus
（ラテン語：ローマの元老院と市民）
オクタヴィアヌス統治下の最末期共和政ローマ (紀元前28年)

共和政ローマ（きょうわせいローマ）は、紀元前509年の王政打倒から紀元前27年の帝政の開始までの期間の古代ローマを指す。
この時期のローマは、イタリア中部の都市国家から、地中海世界の全域を支配する巨大国家にまで飛躍的に成長した。帝政成立以後ではなく地中海にまたがる領域国家へと発展して以降を「ローマ帝国」と呼ぶ場合もある。また、1798年に樹立されたローマ共和国 (18世紀)、1849年に樹立されたローマ共和国 (19世紀)と区別するために「古代ローマ共和国」と呼ばれることもある。

## 歴史

### 共和政の開始
紀元前509年、第7代の王タルクィニウス・スペルブスを追放し共和制を敷いたローマだが、問題は山積していた。まず、王に代わった執政官（コンスル）が元老院の意向で決められるようになったこと、またその被選挙権が40歳以上に限定されていたことから、若い市民を中心としてタルクィニウスを王位に復する王政復古の企みが起こった。これは失敗して、初代執政官ルキウス・ユニウス・ブルトゥスは、彼自身の息子ティトゥスを含む陰謀への参加者を処刑した。ラテン同盟諸都市やエトルリア諸都市との同盟は、これらの都市とローマ王との同盟という形であったため、王の追放で当然に同盟は解消され、対立関係となった。
追放されたタルクィニウス王と息子達は王政復古の計画が失敗したことを知ると、同族のエトルリア諸都市から兵を借りローマを攻めた。市内に住んでいたエトルリア人はローマを去り、国力は低下した。一時期、先王タルクィニウスは市を包囲したが、ローマが敗戦を認めないため、攻め込んでも犠牲の多い割に得るものが少ないと考え去っていった。その後、ローマはエトルリアから学んだ技術を独自に発展させるようになり、徐々にそれを吸収していった。
紀元前4世紀、アルプス山脈の北方からケルト人が南下してきた。ケルト人はローマ人からは「ガリア人」と呼ばれ、鉄の剣とガエスムという投槍を装備し、倒した敵の首を斬るという習慣があった。ガリア人には重装歩兵によるファランクス戦法は通用せず、メディオラヌム（現在のミラノ）を根拠地として、紀元前390年にローマを襲撃して略奪を働いた(アッリアの戦い)。この事態はローマ将軍マルクス・フリウス・カミルスによって打開された。

### 身分闘争とイタリア半島の統一
相次ぐ戦争の中で、戦争の主体となった重装歩兵の政治的発言力が強まり、重装歩兵部隊を支えたプレブス（平民）が、当時政治を独占していたパトリキ（貴族）に対して、自分たちの政治参加を要求するに至った。いわゆる「身分闘争」の開始である。貴族は徐々に平民に譲歩し、平民の権利を擁護する護民官を設置し、十二表法で慣習法を明文化した。さらに、紀元前367年のリキニウス・セクスティウス法で執政官の1人をプレブス（平民）から選出することが定められ、紀元前287年のホルテンシウス法によって、トリブス民会の決定が、元老院の承認を得ずにローマの国法になることが定められた。これにより、身分闘争は収束に向かった。
一方で、ローマはイタリア半島各地の都市を制圧していった。イタリア半島南部にはアッピア街道が建設され、南部遠征の遂行を助けることになった。この後も、ローマは各地に向かう交通網を整備し、広域に亘る支配を可能にしていった。紀元前272年、南イタリア（マグナ・グラエキア）にあったギリシアの植民市タレントゥムを陥落させ、イタリア半島の統一を成し遂げた。

### ポエニ戦争
イタリア半島の統一を果たしたローマは、西地中海の商業覇権をめぐって、紀元前264年よりカルタゴとの百年以上の戦争へ突入した（ポエニ戦争）。第一次ポエニ戦争でシチリアを獲得し、この地を最初の属州とした。
紀元前218年より始まった第二次ポエニ戦争では、カルタゴの将軍ハンニバルにカンナエの戦いで敗れるものの戦況を巻き返し、スキピオ・アフリカヌスの指揮下で再びカルタゴに勝利する。この際、カルタゴ・ノヴァ（現在のカルタヘナ）などイベリア半島南部におけるカルタゴの拠点を奪い、西地中海の征服を果たした。また、カルタゴに味方したマケドニアにも遠征を行い、イリュリアやアカエア（ギリシア）を影響下に置いた。この第二次ポエニ戦争でカルタゴは多大な打撃を被ったが、ローマ内部では大カトを中心に対カルタゴ強硬派がカルタゴ殲滅を主張していた。紀元前149年より第三次ポエニ戦争が行われ、紀元前146年にカルタゴは破壊された。

### 東方への進出
第二次ポエニ戦争に勝利してカルタゴの脅威が減少すると、イタリア半島外へ勢力を拡大させた。
- 第一次マケドニア戦争（紀元前215年 - 紀元前205年）：ピリッポス5世がハンニバルと同盟し戦う。
- ローマ・シリア戦争（紀元前192年 - 紀元前188年）：セレウコス朝シリアに勝利し小アジア諸国と同盟を結ぶ（アパメイアの和約）。
- 第二次マケドニア戦争（紀元前200年 - 紀元前196年）：フラミニヌスによりローマ勝利。
- 第三次マケドニア戦争（紀元前171年 - 紀元前168年）：アンティゴノス朝が滅亡。
- 第四次マケドニア戦争（紀元前150年 - 紀元前148年）：マケドニア属州が成立。

### 属州と共和政の変質
イタリア半島の制圧までのローマは、戦時に同盟国に兵力と物資の提供を求め、敗戦国に賠償を課したり、土地を奪って植民したりしたが、組織だった徴税制度は設けなかった。しかし、第一次ポエニ戦争によってシチリアとサルディニアを得ると、属州を設けて納税義務を課し、総督を派遣した。属州から運ばれる穀物は、ローマ市の急激な人口増加を支えた。
制度の上では、属州統治においてもローマは都市の自治を尊重した。しかし一方で、派遣された総督はローマの支配を確保する以外の義務や束縛を持たなかったため、収奪のみを仕事とした。形式的には被支配地域に対しては相当の自治を認め自由を重んじたが、実際は属州に対してはすさまじい収奪を行っており、属州になった地域の多くで数十年後には人口は十分の一に減少するような事態が起こった。
搾取とは別に、従属した諸国と都市の有力者は、ローマの政治家に多額の付け届けを欠かさぬことを重要な政策とした。結果として、少数の有力政治家の収入と財産が、国家財政に勝る重要性を持ち、ローマの公共事業は有力政治家の私費に依存することになった。ローマ市民は、こうした巨富の流出にあずかる代わりに、共和政ローマの政治家に欠かせない政治支持を与える形で、有力者の庇護下に入った。この庇護する者をパトロヌス（patronus）、庇護される者をクリエンテス（clientes）という。もっともこのパトロヌス・クリエンテスの関係は、ローマの最初期からの伝統であり、帝政期まで長く続く。

### 内乱の一世紀
対極的に没落の運命をたどったのは、ローマ軍の中核をなしていた自由農民であった。連年の出征によって農地から引き離され、また属州より安価な穀物が流入したため次第に没落していく。この状況を打開するために、グラックス兄弟が、平民の支持を得て、土地分与の改革を実施しようとした。しかし紀元前133年に兄ティベリウス、紀元前123年に弟ガイウスが反対派によって命を落とし、改革は失敗に終わった。
第三次ポエニ戦争の後も対外征服戦争および反ローマの反乱などによりローマの軍事活動は止むことがなかった（ヌマンティア戦争、ユグルタ戦争、同盟市戦争、ミトリダテス戦争、クィントゥス・セルトリウスの反乱、3次の奴隷戦争など）。また、初めてゲルマン人がローマ領内へ侵入したのもこの時期であり（キンブリ・テウトニ戦争）、帝政ローマ期を通じローマを悩ませることとなった。こうした軍事活動の一方で自由農民の没落で軍は弱体化の様相を見せ、早急なる改革の必要性が迫られていた。
こうした状況では、優れた指揮能力を持つ者を執政官に選ぶ必要があった。その顕著な例が平民の兵士出身のガイウス・マリウスであった。彼は長期にわたる征服戦争への動員で没落した市民兵の代わりに、志願兵制を採用し大幅な軍制改革を実施した。この改革はローマの軍事的必要を満たし、かつ貧民を軍隊に吸収することでその対策ともなったが、同時に兵士が司令官の私兵となって、軍に対する統制が効かなくなる結果をもたらした。
はじめに軍の首領としてローマ政治に君臨したのはマリウスとルキウス・コルネリウス・スッラであった。彼らの死後、一時的に共和政が平常に復帰したが、やがて次の世代の軍閥が登場した。ポンペイウス、カエサル、クラッススの3人である。3人は元老院への対抗から第一回三頭政治を結成したが、クラッススの死後、残る2人の間で内戦が起きた。地中海世界を二分する大戦争は、紀元前48年にポンペイウスが死んだ後もしばらく余波を残した。
カエサルは紀元前45年に終身独裁官となったが、王になる野心を疑われて、紀元前44年3月15日に共和主義者によって暗殺された。この後、カエサル派のオクタウィアヌス、アントニウス、レピドゥスが第二回三頭政治を行った。カエサルの遺言状で相続人に指名されたオクタウィアヌスは紀元前31年、アクティウムの海戦でアントニウスに勝利し、紀元前27年に「尊厳者（アウグストゥス）」、「第一の市民（プリンケプス）」の称号を得て、共和政の形式を残しながらプリンキパトゥス（事実上の帝政）が始まった。

## 政治体制
共和政下のローマの政治体制は元老院・政務官・民会の三者によって成り立っていたとする考えが一般的である。市民全体によって構成される民会は政務官 (magistratus) を選出し、その政務官たちが実際の政務を行う。この政務官経験者たちによって構成された元老院は巨大な権威を持ち、その決議や助言に逆らうことは難しかった。政務官の選挙にも元老院の意向が一定反映され、そうして選ばれた政務官たちによって元老院が構成されたことから両者は強く結びついた。
最も重要な政務官は執政官で、その命令権（インペリウム）は王の権力から受け継がれたものともいわれる。任期は1年で2名が選ばれた。執政官に欠員ができたときには補充選挙が行われるが、新たな執政官の任期は前任者のものを引き継いだ。
元老院は王政期から存在したとされ、その構成員は当初は貴族（パトリキ）のみであった。のちに元老院議員の資格は政務官経験者となり、平民（プレブス）にも開かれ、後世になってそうした平民は平民貴族と呼ばれた。ノビレスは、そうした平民貴族とパトリキの総称である。
民会にはいくつかの形式があった。当初は「クリア」と呼ばれる単位によって行われるクリア民会が行われていた。やがて兵制に基づく「ケントゥリア」を単位とするケントゥリア民会が中心となり、以後最も権威ある民会として機能しつづけた。この他、居住地である「トリブス」を単位とするトリブス民会（平民会）も行われるようになり、ケントゥリア民会にも一定トリブスが導入された。
当初のパトリキの支配からノビレスの支配に変わるまでにローマではパトリキとプレブスの「身分闘争」が行われたといわれている。戦術の変化などによって重要性が増しながらも政治的発言権の小さかったプレブスの間では、パトリキに対する反発が蓄積していた。こうした下層プレブスの不満を背景に、上層プレブスはパトリキから政治参加への妥協を勝ち取り、パトリキと一体化してノビレスを構成するようになった。この過程で紀元前494年にプレブスの権利保護を目的に護民官が作られ、ローマの政務官の一つとなった。護民官はプレブスのみが参加する平民会で選出され、他の政務官の決定や決議を取り消す権利（拒否権）を持った。また、護民官の身体は不可侵とされた。
この他特徴的な政務官としては、非常時のみに選出される独裁官が挙げられる。執政官2名の合議によって選出され、他の政務官と異なり同僚制を取らず1人のみが任命される。他の政務官の任期が1年であるのに対し、独裁官の任期は6か月と短く非常事態を収拾したのち任期途中で辞任することもあった。独裁官は他の政務官全てに優越し、護民官の拒否権の対象ともならなかった。副官としてマギステル・エクィトゥム（騎兵長官）が任命された。